# Oljkarstvo
Oljkarstvo je  kmetijska gospodarska dejavnost, ki obsega gojenje oljk, pridelovanje oliv/oljk in pridobivanje oljčnega olja.
Oljka (Olea Europea Sativa) je razširjena zlasti na sušnejših obalnih območjih Sredozemlja, manj na drugih celinah. V Sloveniji uspeva v Koprskem primorju do okoli 250 Mnm. Obalni pas od Savudrije do Devina je skrajna meja gojenja oljk na Jadranu, širi se tudi v Goriška Brda.

## Zgodovina
Oljkarstvo so na teh območjih pospeševali že grški kolonisti, Rimljani in Benečani.
Nasadi na terasah so nastajali med francosko zasedbo v začetku 18. stoletja. Pred 120 leti so obstajale mešane kulture, med oljke so sejali žita in vrtnine. V starih nasadih je na Slovenskem znanih 31 sort oljk, prevladujejo pa črnica, drobnica, buga in istrska belica.

## Oljkarstvo danes
V nove nasade sadijo zlasti istrsko belico, leccino in namizno sorto askolanka, za boljše opraševanje pa sorto pendolino. V podnebnih razmerah v Sloveniji dozorevajo oljčni plodovi novembra in decembra. Oljke se obirajo ročno ali strojno s tresenjem. Po vsej Istri oljke predelujejo v oljarnah, imenovanih torklje. Prvotno je beseda označevala stiskalnico, sčasoma pa je po njej ime dobil prostor za pridobivanje oljčnega olja. Torklje so bile od nekdaj zasebne, ponekod pa so jih postavljale vaške skupnosti. Obstajale so tudi oljarne v cerkveni lasti.
Zaradi ostrejših podnebnih razmer in značilnih tal je istrsko oljčno olje zelo cenjeno (posebne učinkovine, vonj). Od leta 1989 deluje blizu Ankarana središče za razmnoževanje oljk in gojenje sadik Purissima. Društvo oljkarjev slovenske Istre v Kopru, ustanovljeno 1992, skrbi za obnovo nasadov, povečanje pridelka, prireja strokovna posvetovanja in ocenjuje kakovost olja.